# 慈江
慈江又名后江，是姚江的一条支流，位于浙江省宁波市境内。慈江发源于镇海区境内的小桃花岭，与汶溪汇合后，经化子闸始称慈江，此后行经江北区慈城镇，于余姚市丈亭镇汇入姚江。河流全长28公里，平均河宽60米。
慈江曾是浙东运河的辅助航道。河道自宋代起经过人工整修，成为船只避开姚江航道潮汐影响的辅助航道，可再度经由中大河抵达镇海出海，目前仍为杭甬运河乙线航道。